# Horoli járás (Oroszország)
A Horoli járás (oroszul Хоро́льский райо́н) Oroszország egyik járása a Tengermelléki határterületen. Székhelye Horol.

## Népesség
- 1989-ben 43 557 lakosa volt.
- 2002-ben 34 555 lakosa volt.
- 2010-ben 30 281 lakosa volt.